# Webera luisieri
Webera luisieri är en bladmossart som beskrevs av Dixon in Luisier 1939. Webera luisieri ingår i släktet Webera och familjen Bryaceae. Inga underarter finns listade i Catalogue of Life.